# Текиргьол
Текиргьол (на румънски: Тechirɡhiol, историческо име: Tekirgöl) е курортен град в окръг Констанца, регион Северна Добруджа, Румъния. Възникнал е на брега на едноименния соленоводен лиман.

## Местоположение и климат
Градът се намира в Югоизточната част на Румъния, като е разположен на северозападния бряг на езерото Текиргьол (11.6 m2), височина 15-20 м, на 18 км южно от община Констанца и много близо до Черно море (3 км). В Текиргьол зимата е мека, а лятото е топло и ясно, като слънцето грее по 2400 часа в годината.

## Етимология и история
Името идва от турското Tekirgöl, което означава „езерото на Текир“.
Според легендата, сляп и сакат старец на име Текир попада с магарето си на брега на езерото погрешка. Опитвайки се да извади упоритото животно от калта, Текир по чудо бил изцелен- прогледнал и проходил отново. Оттогава езерото става известно със своите лечебни свойства, а Текир и магарето са увековечени със статуята в центъра на града. Името на езерото на турски език може да означава и „шарено езеро“. Това се дължи на солеността му – когато вятърът духа, бели солни ивици се появяват на повърхността на лимана.
Текиргьол за първи път е отбелязан на картата на страната през 1893 г., но като курортен град се развива след 1912 г. Първи през 1891 предприемчивият Хаджи Панделе отваря врати на хотел и създава на студени бани в града. През 1900 г. добивът на лечебна кал инициира изграждането на много плажове и хотели. След Първата световна война Текиргьол се превръща в много популярна туристическа дестинация благодарение на прочутата лечебна кал.
Gasterosteus crenobiontus е ендемичен вид риба, срещан предимно в Текиргьол.

## Център за балнеолечение в Текиргьол
Сапропелната кал от езерото получава златен медал през 1924 г. на Световното изложение в Париж. Алфонс Салиньи е бил първият, който е изследвал лечебно ѝ прилагане; по-късно румънският Институт по балнеология одобрява неговите резултати и започва да ги прилага за терапевтично въздействие и методи на лечение. Използването на сапропелната кал се препоръчва за подобряване на еластичността на кожата чрез хидратация при псориазис и екзема, успокояване на болковия синдром при ревматизъм в рамките на процедури в уюта на собствения си дом, в специализиран салон или на самия бряг на морето.

## Демографски данни
Прираст на населението:
- 1930-1956
- 1948-2136
- 1956-2705
- 1966-4643
- 1977-9706
- 1992-6872
- 2002-7388
- 2011-6845

Според преброяването от 2011 г., в Текиргьол живеят 5646 румънци (82,48%), 8 унгарци (0,12%), 27 роми (0,39%), 336 турци (4,91%), 615 татари (8,98%), 6 липовани (0,09%), 17 арумъни (0,25%), 190 други (2,78%).

## Известни жители
- Михай I Хоенцолерн-Зигмаринген, почетен гражданин.
- Щефан Лукиян, румънски художник-импресионист.
- Жан Константин, румънски актьор.

## Побратимени селища
- Текирдаа̀,  Турция